# 24 Horas de Le Mans 1968

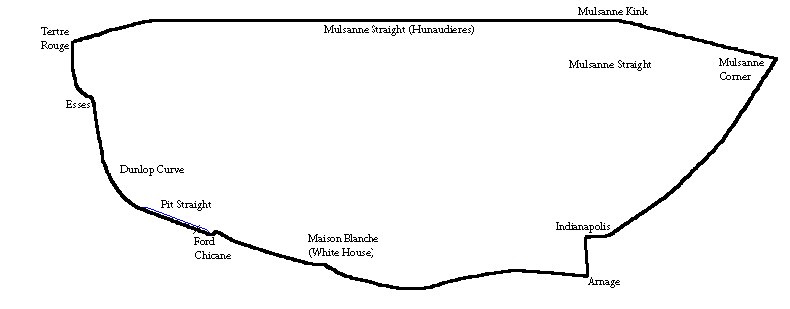
Le Mans en 1968

Las 24 Horas de Le Mans de 1968 fueron el 36.º Gran Premio de Resistencia y se llevaron a cabo los días 28 y 29 de septiembre de 1968. También fue la décima prueba de la temporada del Campeonato Mundial de Automóviles Deportivos de 1968. Los ganadores fueron Pedro Rodríguez y Lucien Bianchi, en el Ford GT40 MK l. A pesar de que Porsche terminó segundo y tercero, la victoria fue suficiente para darle a Ford el título de constructores.

## Resultados oficiales

### Finalizadores
Los resultados tomados del libro de Quentin Spurring, con licencia oficial de ACO Ganadores de clase están en negrita.
| Pos   | Clase  | N.º          | Equipo                            | Pilotos                                        | Chasis                       | Motor                     | Vueltas |
| ----- | ------ | ------------ | --------------------------------- | ---------------------------------------------- | ---------------------------- | ------------------------- | ------- |
| 1     | S5.0   | 9            | JW Automotive Engineering         | Pedro Rodríguez Lucien Bianchi                 | Ford GT40                    | Ford 4.9L V8              | 331     |
| 2     | P3.0   | 66 (reserva) | Squadra Tartaruga                 | Hans-Heinrich ‘Rico’ Steinemann Dieter Spoerry | Porsche 907LH                | Porsche 2.2L F8           | 326     |
| 3     | P 3.0  | 33           | Porsche System Engineering        | Rolf Stommelen Jochen Neerpasch                | Porsche 908LH                | Porsche 3.0 L Flat-8      | 325     |
| 4     | P2.0   | 39           | Autodelta SpA                     | Ignazio Giunti Nanni Galli                     | Alfa Romeo T33/2             | Alfa Romeo 1996cc V8      | 322     |
| 5     | P 2.0  | 38           | Autodelta SpA                     | Carlo Facetti Spartaco Dini                    | Alfa Romeo T33/2             | Alfa Romeo 1996cc V8      | 315     |
| 6     | P 2.0  | 40           | Autodelta SpA                     | Mario Casoni Giampiero Biscaldi                | Alfa Romeo T33/2             | Alfa Romeo 1996cc V8      | 305     |
| 7     | S 5.0  | 21           | D. Piper (participante privado)   | David Piper Richard Attwood                    | Ferrari 250LM                | Ferrari 3.3L V12          | 302     |
| 8     | P 3.0  | 30           | Société Automobiles Alpine        | André de Cortanze Jean Vinatier                | Alpine A220                  | Renault-Gordini 3.0L V8   | 297     |
| 9     | P 2.0  | 57 (reserva) | Ecurie Savin-Calberson            | Alain LeGuellec Alain Serpaggi                 | Alpine A210                  | Renault-Gordini 1470cc S4 | 289     |
| 10    | P1.3   | 52           | Société Automobiles Alpine        | Jean-Luc Thérier Bernard Tramont               | Alpine A210                  | Renault-Gordini 1296cc S4 | 288     |
| 11    | P 1.3  | 53           | Trophée Le Mans                   | Bob Wollek Christian Ethuin                    | Alpine A210                  | Renault-Gordini 1296cc S4 | 282     |
| 12    | GT2.0  | 43           | J.-P. Gaban(private entrant)      | Jean-Pierre Gaban Roger van der Schrick        | Porsche 911 T                | Porsche 1991cc F6         | 281     |
| 13    | GT 2.0 | 64 (reserva) | C. Laurent (participante privado) | Claude Laurent Jean-Claude Ogier               | Porsche 911 T                | Porsche 1991cc F6         | 276     |
| 14    | P1.15  | 55           | Société Automobiles Alpine        | Jean-Pierre Nicolas Jean-Claude Andruet        | Alpine A210                  | Renault-Gordini 1005cc S4 | 272     |
| 15    | P 1.3  | 50           | Donald Healey Motor Company       | Roger Enever Alec Poole                        | Austin-Healey Sprite Le Mans | BMC 1293cc S4             | 255     |
| N/C * | P 2.0  | 46           | Ecurie Fiat-Abarth France         | Marcel Martin Jean Mésange                     | Fiat Dino                    | Ferrari 1986cc V6         | 253     |
| N/C * | GT 1.3 | 61 (reserva) | Ecurie Léopard                    | Jacques Bourdon Maurice Nussbaumer             | Alpine A110                  | Renault-Gordini 1296cc S4 | 215     |
| N/C * | GT 1.3 | 51           | B. Collomb (participante privado) | Bernard Collomb François Laccarrau             | Alpine A110                  | Renault-Gordini 1296cc S4 | 167     |

### No terminaron
| Pos | Clase   | No           | Equipo                                | Piloto                                        | Chasis                      | Motor                               | Vueltas | Causa                          |
| --- | ------- | ------------ | ------------------------------------- | --------------------------------------------- | --------------------------- | ----------------------------------- | ------- | ------------------------------ |
| DNF | P 3.0   | 24           | Equipe Matra Sports                   | Johnny Servoz-Gavin Henri Pescarolo           | Matra MS630                 | Matra 3.0L V12                      | 283     | Fuego (22hr)                   |
| DNF | P 3.0   | 27           | Ecurie Savin-Calberson                | Mauro Bianchi Patrick Depailler               | Alpine A220                 | Renault-Gordini 3.0L V8             | 257     | Accidente en frenos (22hr)     |
| DNF | P 2.0   | 45           | J.-P. Hanrioud (participante privado) | Jean-Pierre Hanrioud André Wicky              | Porsche 910                 | Porsche 1991cc F6                   | 248     | Balancín (24hr)                |
| DNF | GT 2.0  | 44           | Auguste Veuillet                      | Guy Chasseuil Claude Ballot-Léna              | Porsche 911 T               | Porsche 1991cc F6                   | 224     | Motor (24hr)                   |
| DNF | S 5.0   | 20           | Scuderia Filipinetti                  | Herbert Müller Jonathan Williams              | Ferrari 250LM               | Ferrari 3.3L V12                    | 212     | Problemas en ruedas (18hr)     |
| DNF | S 5.0   | 14           | North American Racing Team            | Masten Gregory Charlie Kolb                   | Ferrari 250LM               | Ferrari 3.3L V12                    | 209     | Accidente (18hr)               |
| DSQ | S 2.0   | 42           | C. Poirot (participante privado)      | Christian Poirot Pierre Maublanc              | Porsche 906                 | Porsche 1991cc F6                   | 202     | Violación de boxes (19hr)      |
| DNF | P 3.0   | 29           | Société Automobiles Alpine            | Jean Guichet Jean-Pierre Jabouille            | Alpine A220                 | Renault-Gordini 3.0L V8             | 185     | Electricidad (16hr)            |
| DNF | GT +2.0 | 4            | Scuderia Filipinetti                  | Jean-Michel Giorgi Sylvain Garant             | Chevrolet Corvette C3       | Chevrolet 7.0L V8                   | 157     | Accidente (14hr)               |
| DNF | P 2.0   | 41           | Autodelta SpA                         | Nino Vaccarella Giancarlo Baghetti            | Alfa Romeo T33/2            | Alfa Romeo 1996cc V8                | 150     | Bomba de combustible (12hr)    |
| DNF | P 3.0   | 35           | A. Soler-Roig (participante privado)  | Alex Soler-Roig Rudi Lins                     | Porsche 907LH               | Porsche 2.2L F8                     | 145     | Fuga de aceite (13hr)          |
| DNF | S 5.0   | 6            | J. Epstein (participante privado)     | Jackie Epstein Edward Nelson                  | Lola T70 Mk. III            | Chevrolet 5.0L V8                   | 143     | Mando (17hr)                   |
| DNF | S 5.0   | 12           | Strathaven Ltd                        | Mike Salmon Eric Liddell                      | Ford GT40                   | Ford 4.7L V8                        | 131     | Caja de cambios (19hr)         |
| DNF | P 3.0   | 34           | Porsche System Engineering            | Joe Buzzetta Scooter Patrick                  | Porsche 908 LH              | Porsche 3.0L F8                     | 115     | Alternator (9hr)               |
| DSQ | P 3.0   | 32           | Porsche System Engineering            | Gerhard Mitter Vic Elford                     | Porsche 908 LH              | Porsche 3.0L F8                     | 111     | Violación mecánica (9hr)       |
| DNF | S 5.0   | 10           | JW Automotive Engineering             | Paul Hawkins David Hobbs                      | Ford GT40                   | Ford 4.9L V8                        | 107     | Motor (10hr)                   |
| DNF | P 2.0   | 37           | Racing Team VDS                       | Teddy Pilette Rob Slotemaker                  | Alfa Romeo T33/2            | Alfa Romeo 1996cc V8                | 104     | Eje de accionamiento (9hr)     |
| DSQ | P 3.0   | 67 (reserva) | P. Farjon                             | Robert Buchet Herbert Linge                   | Porsche 907/8               | Porsche 2.2L F6                     | 102     | Violación mecánica (9hr)       |
| DNF | S 5.0   | 19           | P. Vestey (participante privado)      | Paul Vestey Roy Pike                          | Ferrari 250LM               | Ferrari 3.3L V12                    | 99      | Caja de cambios (11hr)         |
| DNF | P 3.0   | 22           | Howmet Corporation                    | Ray Heppenstal Dick Thompson                  | Howmet TX                   | Continental Turbine (3.0L equiv)    | 84      | Accidente (9hr)                |
| DNF | GT +2.0 | 17           | Scuderia Filipinetti                  | Jacques Rey Claude Haldi                      | Ferrari 275 GTBCompetizione | Ferrari 3.3L V12                    | 78      | Accidente (8hr)                |
| DNF | P 1.15  | 56           | Société Automobiles Alpine            | Jean-Louis Marnat Jean-François Gerbault      | Alpine A210                 | Renault-Gordini 1005cc S4           | 71      | Encendido (9hr)                |
| DSQ | P 3.0   | 23           | Howmet Corporation                    | Bob Tullius Hugh Dibley                       | Howmet TX                   | Continental Turbine (3.0L equiv)    | 60      | Distancia insuficiente (9hr)   |
| DNF | P 3.0   | 31           | Porsche System Engineering            | Jo Siffert Hans Herrmann                      | Porsche 908                 | Porsche 3.0L F8                     | 59      | Embrague (5hr)                 |
| DNF | P 3.0   | 28           | Société Automobiles Alpine            | Henri Grandsire Gérard Larrousse              | Alpine A220                 | Renault-Gordini 3.0L V8             | 59      | Frenos/ Accidente (7hr)        |
| DNF | P 2.0   | 36           | North American Racing Team            | François Chevalier Bernard Lagier de Giuseppe | Dino 206 S                  | Ferrari 1986cc V6                   | 54      | Motor (7hr)                    |
| DNF | GT +2.0 | 3            | Scuderia Filipinetti                  | Umberto Maglioli Henri Greder                 | Chevrolet Corvette C3       | Chevrolet 7.0L V8                   | 53      | Junta de culata (6hr)          |
| DNF | P 2.0   | 49           | C. J. Lawrence (participante privado) | Chris Lawrence John Wingfield                 | Deep Sanderson 302          | Ford 1598cc S4                      | 35      | Inyección de combustible (6hr) |
| DNF | GT 2.0  | 60 (reserva) | Wicky Racing Team                     | Willy Meier Jean de Mortemart                 | Porsche 911 T               | Porsche 1991cc F6                   | 30      | Accidente (3hr)                |
| DNF | P 3.0   | 25           | J. Woolfe (participante privado)      | John Woolfe Digby Martland                    | Chevron B12                 | Repco 3.0L V8                       | 27      | Junta de culata (3hr)          |
| DNF | P 2.0   | 47           | Donald Healey Motor Company           | Clive Baker Andrew Hedges                     | Healey SR                   | Coventry Climax 1968cc V8           | 20      | Embrague (3hr)                 |
| DNF | S 5.0   | 11           | JW Automotive Engineering             | Brian Muir Jackie Oliver                      | Ford GT40                   | Ford 4.9L V8                        | 15      | Accidente en el embrague (5hr) |
| DSQ | S 5.0   | 7            | Sportscars Unlimited                  | Ulf Norinder Sten Axelsson                    | Lola T70 Mk. III            | Chevrolet 5.0 L V8                  | 47      | Retirada (5hr)                 |
| DNF | P 2.0   | 65 (reserva) | Racing Team VDS                       | Serge Trosch Karl von Wendt                   | Alfa Romeo T33/2            | Alfa Romeo 1996cc V8                | 7       | Biela (2hr)                    |
| DNF | P 1.3   | 54           | André Moynet (participante privado)   | Max Jean René Ligonnet                        | Moynet XS                   | Simca 1204cc S4                     | 6       | Bomba de aceite (3hr)          |
| DNF | S 5.0   | 8            | C. Dubois (participante privado)      | Willy Mairesse “Beurlys” (Jean Blaton)        | Ford GT40                   | Ford 4.7L V8 usando un Ford 4.9L V8 | 0       | Accidente (1hr)                |

### No tomaron la partida
| Pos | Clase   | No           | Equipo                           | Pilotos                           | Chasis                      | Motor               | Causa                 |
| --- | ------- | ------------ | -------------------------------- | --------------------------------- | --------------------------- | ------------------- | --------------------- |
| DNS | GT +2.0 | 5            | Scuderia Sant’Ambroeus           | Giorgio Pianta Enrico Pinto       | Iso Rivolta GT              | Chevrolet 5.4L V8   | Accidente en práctica |
| DNQ | P 2.0   | 48           | Marcos Racing Ltd.               | Jem Marsh John Quick              | Marcos GT                   | Volvo B20 1998cc S4 | No clasificó          |
| DNQ | P 1.3   | 68 (reserva) | H. Giraud (participante privado) | Patrick Champin Philippe Marchesi | Hrubon                      | Renault 1296cc S4   | No clasificó          |
| DNP | GT +2.0 | 15           | North American Racing Team       | Bob Grossman Edgar Berney         | Ferrari 275 GTBCompetizione | Ferrari 3.3L V12    | Escrutinio fallido    |
| DNA | GT +2.0 | 1            | Sunray DX Oil Company            |                                   | Chevrolet Corvette C3       | Chevrolet 7.0L V8   | Retirado              |
| DNA | GT +2.0 | 2            | Sunray DX Oil Company            |                                   | Chevrolet Corvette C3       | Chevrolet 7.0L V8   | Retirado              |
| DNA | S 5.0   | 16           | Scuderia Filipinetti             |                                   | Ferrari 275LM               | Ferrari 3.3L V12    | Retirado              |
| DNA | S 5.0   | 18           | Scuderia Filipinetti             | Edgar Berney Francisco de Heredia | Ferrari 250LM               | Ferrari 3.3L V12    | Retirado              |
| DNA | P 3.0   | 26           | Automobili Serenissima           | Jonathan Williams                 | Serenissima Mk.168          | ATS 3.0L V8         | Retirado              |
| DNA | P 2.0   | 45           | B. Pon (private entrant)         | Ben Pon Gijs van Lennep           | Porsche 910                 | Porsche 1991cc F6   | Retirado              |

### Ganadores por clase
| Clas           | Ganadores de prototipos | Ganadores de prototipos | Clase       | Ganadores deportivos | Ganadores deportivos | Clase              | Ganadores de GT   | Ganadores de GT   |
| -------------- | ----------------------- | ----------------------- | ----------- | -------------------- | -------------------- | ------------------ | ----------------- | ----------------- |
| Prototipo 5000 | #66 Porsche 907 LH      | Steinemann / Spoerry    | Sports 2000 | #9 Ford GT40         | Rodríguez / Bianchi  | Grand Touring 2000 | sin finalistas    | sin finalistas    |
| Prototipo 2000 | #39 Alfa Romeo T33/2    | Giunti / Galli          | Sports 2000 | sin finalistas       | sin finalistas       | Grand Touring 2000 | #43 Porsche 911 T | Gaban / Schrick   |
| Prototipo 1600 | #57 Alpine A210         | LeGuellec / Serpaggi    | Sports 1600 | sin participantes    | sin participantes    | Grand Touring 1600 | sin participantes | sin participantes |
| Prototipo 1300 | #52 Alpine A210         | Thérier / Tramont       | Sports 1300 | sin participantes    | sin participantes    | Grand Touring 1300 | sin finalistas    | sin finalistas    |
| Prototipo 1150 | #55 Alpine A210         | Nicolas / Andruet *     | Sports 1150 | sin participantes    | sin participantes    | Grand Touring 1150 | sin participantes | sin participantes |

- Nota: fijando un nuevo récord de distancia.

### Índice de eficiencia térmica
| v  | Clase  | N.º | Equipo                            | Pilotos                                        | Chasis                       | Puntaje |
| -- | ------ | --- | --------------------------------- | ---------------------------------------------- | ---------------------------- | ------- |
| 1  | P 1.3  | 52  | Société Automobiles Alpine        | Jean-Luc Thérier Bernard Tramont               | Alpine A210                  | 1.16    |
| 2  | P 2.0  | 57  | Ecurie Savin-Calberson            | Alain LeGuellec Alain Serpaggi                 | Alpine A210                  | 1.07    |
| 3  | P 1.3  | 53  | Trophée Le Mans                   | Bob Wollek Christian Ethuin                    | Alpine A210                  | 1.06    |
| 4  | S 5.0  | 9   | JW Automotive Engineering         | Pedro Rodríguez Lucien Bianchi                 | Ford GT40                    | 1.04    |
| 5  | P 1.15 | 55  | Société Automobiles Alpine        | Jean-Pierre Nicolas Jean-Claude Andruet        | Alpine A210                  | 0.94    |
| 6= | P 1.3  | 50  | Donald Healey Motor Company       | Roger Enever Alec Poole                        | Austin-Healey Sprite Le Mans | 0.91    |
| 6= | GT 2.0 | 64  | C. Laurent (participante privado) | Claude Laurent Jean-Claude Ogier               | Porsche 911 T                | 0.91    |
| 8  | P 2.0  | 39  | Autodelta SpA                     | Ignazio Giunti Giovanni ‘Nanni’ Galli          | Alfa Romeo T33/2             | 0.86    |
| 9= | P 3.0  | 66  | Squadra Tartaruga                 | Hans-Heinrich ‘Rico’ Steinemann Dieter Spoerry | Porsche 907LH                | 0.82    |
| 9= | P 3.0  | 33  | Porsche System Engineering        | Rolf Stommelen Jochen Neerpasch                | Porsche 908LH                | 0.82    |

- Nota: Sólo las primeras diez posiciones se incluyen en esta tabla de posiciones.

### Índice de rendimiento
Tomado del libro de Moity.
| Pos | Clase  | N.º | Equipo                      | Pilotos                                        | Chasis                       | Puntaje |
| --- | ------ | --- | --------------------------- | ---------------------------------------------- | ---------------------------- | ------- |
| 1   | P 1.15 | 55  | Société Automobiles Alpine  | Jean-Pierre Nicolas Jean-Claude Andruet        | Alpine A210                  | 1.197   |
| 2   | P 2.0  | 39  | Autodelta SpA               | Ignazio Giunti Giovanni ‘Nanni’ Galli          | Alfa Romeo T33/2             | 1.175   |
| 3   | P 3.0  | 66  | Squadra Tartaruga           | Hans-Heinrich ‘Rico’ Steinemann Dieter Spoerry | Porsche 907LH                | 1.170   |
| 4   | P 1.3  | 52  | Société Automobiles Alpine  | Jean-Luc Thérier Bernard Tramont               | Alpine A210                  | 1.159   |
| 5   | P 2.0  | 38  | Autodelta SpA               | Carlo Facetti Spartaco Dini                    | Alfa Romeo T33/2             | 1.149   |
| 6   | P 1.3  | 53  | Trophée Le Mans             | Bob Wollek Christian Ethuin                    | Alpine A210                  | 1.136   |
| 7   | P 2.0  | 57  | Ecurie Savin-Calberson      | Alain LeGuellec Alain Serpaggi                 | Alpine A210                  | 1.127   |
| 8   | P 3.0  | 33  | Porsche System Engineering  | Rolf Stommelen Jochen Neerpasch                | Porsche 908LH                | 1.117   |
| 9   | P 2.0  | 40  | Autodelta SpA               | Mario Casoni Giampiero Biscaldi                | Alfa Romeo T33/2             | 1.113   |
| 10  | P 1.3  | 50  | Donald Healey Motor Company | Roger Enever Alec Poole                        | Austin-Healey Sprite Le Mans | 1.098   |

- Nota: Solo las diez primeras posiciones están incluidas en este conjunto de clasificaciones. Un puntaje de 1.00 significa alcanzar la distancia mínima para el automóvil y un puntaje más alto excede la distancia objetivo nominal.

### Estadísticas
Tomado del libro de Quentin Spurring, con licencia oficial de ACO
- Vuelta más rápida en la práctica: J. Siffert, #31 Porsche 908 LH – 3:35.4secs; 225,11 km/h (139,9 mph)
- Vuelta más rápida: R. Stommelen, #33 Porsche 908 LH– 3:38.1secs; 222,32 km/h (138,1 mph)
- Distancia: 4452,88 km (2766,9 mi)
- Velocidad media del ganador: 185,54 km/h (115,3 mph)
- Asistencia: 300 000[5][6]

### Posiciones del Challenge Mondial de Vitesse et Endurance
Calculado después de Le Mans, Ronda 10 de 10
| Pos | Fabricante | Puntos |
| --- | ---------- | ------ |
| 1   | Ford       | 45     |
| 2   | Porsche    | 42     |
| 3   | Alfa Romeo | 15½    |
| 4=  | Alpine     | 4      |
| 4=  | Chevrolet  | 4      |
| 4=  | Howmet     | 4      |
| 7   | Ferrari    | 2      |
| 4   | Lola       | 1      |